# 石壁道
石壁道（英語：Cliff Road）是香港九龍油尖旺區油麻地的一條街道，連接眾坊街及永星里。石壁道在英國殖民統治香港時為官涌山石壁。經殖民政府填海發展九龍後，該街道便被列入香港街道之列內。
石壁道是一條挖頭路。而它亦是土木工程拓展署記錄現存29條的防空隧道之一。該隧道位於加士居道及石壁道側山丘以下，編號為K1。因殖民政府要防禦日軍空襲，所以便於1941年建成防空隧道以讓當時的市民躲藏。防空隧道現存的入口位於石壁道，位於加士居道的入口已經於1965年封閉 。

## 鄰近建築
- 彌敦道
- 永遠街
- 永星里
- 嘉樂苑
- 天主教新民書院
- 明愛白英奇賓館
- 旺角街坊會學校
- 油麻明愛服務中心
- 中華基督教基灣小學

## 外部連結
- 石壁道 Cliff Road （页面存档备份，存于）